# Seguridad y salud en el trabajo en México
La Seguridad y salud en el trabajo es un requisito indispensable del trabajo digno y decente a que tienen derecho todos los trabajadores mexicanos y extranjeros dentro del territorio nacional mexicano consagrado en la Constitución Política de los Estados Unidos Mexicanos en su artículo 123, y las leyes, normas, reglamentos, convenios internacionales y acuerdos que de ella emanan, como el Reglamento Federal de Seguridad y Salud en el Trabajo. La vigilancia de las disposiciones de seguridad y salud en el trabajo está a cargo de la Secretaría del Trabajo y Previsión social para las actividades productivas consideradas del ramo federal y el resto de actividades están regulados por los gobiernos de cada estado. En la regulación en materia de seguridad y salud en el trabajo, participa no solo la secretaría del trabajo, sino otras instituciones laborales entre las que destaca el Instituto Mexicano del Seguro Social.

## Conceptos básicos
La Seguridad y salud en el trabajo se define como todos aquellos aspectos relacionados con la prevención de accidentes y enfermedades de trabajo, y que están referidos en otros ordenamientos y materias de acuerdo al artículo 3, fracción XXVIII del Reglamento Federal de Seguridad y salud en el trabajo.

## Marco jurídico

### Constitución Política de los Estados Unidos Mexicanos
La Constitución Política que es la máxima ley en el territorio mexicano, fundamenta el derecho de la seguridad y salud en el trabajo mediante el artículo 123 Apartado A. En la fracción XIV, atribuye responsabilidad a los empresarios sobre los accidentes de trabajo y enfermedades profesionales que puedan sufrir sus trabajadores. En la fracción XV, se obliga a que los patrones observen de acuerdo con la naturaleza de su centro de trabajo, los preceptos legales sobre seguridad e higiene en las instalaciones de su establecimiento, y a adoptar las medidas que sean necesarias para prevenir accidentes. La fracción XXXI es fundamento también de la seguridad social.

### Convenios Internacionales
Los convenios internacionales están jurídicamente por debajo de la Constitución Política y por encima de las Leyes Federales. México ingresó a la Organización Internacional del Trabajo en 1931 y desde entonces a la fecha ha ratificado 78 convenios de los 188 de la OIT de los cuales muchos de ellos están relacionados con la seguridad y salud en el trabajo.

### Leyes Federales
La principal ley en materia laboral en México es la Ley Federal del Trabajo que es de observancia general y rige las relaciones de trabajo comprendidas en el artículo 123, apartado A, de la Constitución. Dicha ley establece también la responsabilidad del patrón en materia de prevención de accidentes, así como de cualquier riesgo de trabajo ocurrido a un trabajador durante su jornada. Otras leyes importantes en la materia son la Ley General de Salud y la Ley del Seguro Social.

### Reglamentos
El principal ordenamiento en este rubro es el Reglamento Federal de Seguridad y Salud en el trabajo que fue publicado en noviembre de 2014. Este reglamento establece las disposiciones en materia de Seguridad y salud en el trabajo que deberán observarse en los centros de trabajo a efecto de contar con las condiciones que permitan prevenir riesgos y de esta manera, garantizar a los trabajadores el derecho a desempeñar sus actividades en entornos que aseguren su vida y salud, con base en lo que señala la Ley Federal del Trabajo. Otra reglamentación importante es la de Inspección y Aplicación de sanciones en la que se establecen las bases para realizar el proceso de inspección y el procedimiento de restricción de acceso y limitación de operaciones cuando el inspector de trabajo detecte un riesgo inminente para los trabajadores.

### Normas Oficiales Mexicanas
Las normas oficiales mexicanas son regulaciones técnicas de observancia obligatoria expedidas por dependencias del gobierno de acuerdo al artículo 40 fracción XI de la Ley Orgánica de la Administración Pública Federal. En la actualidad la Secretaría del Trabajo y Previsión social tiene 43 normas oficiales aunque no todas las normas son aplicables a todos los procesos productivos o actividades económicas pues cada norma regula asuntos diferentes.
Para su mayor comprensión la Dirección General de Seguridad y salud en el trabajo ha agrupado las NOM en cinco tipos que son:
I. Normas de Seguridad. En este ámbito se agrupan las normas que buscan eliminar o disminuir los accidentes de trabajo.
II. Normas de salud. Están orientadas a prevenir las enfermedades de trabajo, apoyándose en el reconocimiento, evaluación y control de agentes químicos, físicos y biológicos presentes en el medio ambiente laboral.
III. Normas de organización. Estas tienen en común la función de dictar medidas generales, encaminadas a coordinar los recursos materiales, humanos y financieros disponibles para llevar a cabo la seguridad y salud en el trabajo.
IV. Normas específicas. Estas están enfocadas a ramas de actividad específica como son las actividades agrícolas, aserraderos, ferrocarriles y minas, describiendo en su contenido los aspectos críticos y generales de seguridad e higiene que deben ser observados para preservar la vida y la salud de los trabajadores.
V. Normas de producto. Estas regulan especificaciones de productos, por lo que son dirigidas principalmente a fabricantes, comercializadoras, importadores y distribuidores de los mismos, y su cumplimiento en los centros de trabajo se vigila de manera indirecta.

## Vigilancia de la Seguridad y salud en el trabajo

La STPS realiza la inspección de seguridad y salud a los centros de trabajo

La vigilancia del cumplimiento de la normatividad en seguridad y salud en el trabajo corresponde directamente a la Secretaría del Trabajo y Previsión Social con fundamento en el marco jurídico existente y mediante un proceso inspectivo claro y detallado en el Reglamento general de Inspección del trabajo y aplicación de sanciones. que entró en vigencia en septiembre de 2014 y sin dejar de lado lo dispuesto por la Ley Federal de Procedimiento Administrativo. El objetivo de la inspección de trabajo es evitar los accidentes y enfermedades de trabajo para el bienestar de los trabajadores.